# Journal of the Association for Information Science and Technology
O Journal of the Association for Information Science and Technology (JASIST) é um periódico acadêmico de ciência da informação publicado por Wiley-Blackwell em nome da Association for Information Science and Technology. Aparecem edições especiais ocasionais com todo o conteúdo do artigo focado em uma única área de tópico.
A revista publica pesquisas originais e comunicações rápidas, geralmente nas seguintes categorias:
- Teoria da Ciência da Informação
- Comunicações
- Gestão, Economia e Marketing
- Ciência da Informação Aplicada
- Aspectos sociais e legais da informação

A revista também publica resenhas de livros e anúncios da associação.

## História
A revista foi criada em 1950 como um periódico trimestral intitulado American Documentation. A nova revista foi uma publicação do American Documentation Institute (ADI), formado em 1937 em torno de um grupo de pesquisadores e profissionais interessados na tecnologia emergente do microfilme como um meio para a preservação e disseminação de documentos e conhecimentos. Muitas das mesmas pessoas e instituições estavam envolvidas em um jornal da Associação Americana de Bibliotecas da época, chamado The Journal of Documentary Reproduction, que decorreu de 1938 a 43, antes de ser interrompido devido aos imperativos da guerra.
A American Documentation foi uma continuação e extensão explícita do The Journal of Documentary Reproduction, com um resumo mais amplo para cobrir a documentação como um todo, então definido como "...a criação, transmissão, coleta, classificação e uso de 'documentos'; documentos pode ser amplamente definido como conhecimento registrado em qualquer formato".
Nos anos do pós-guerra, rápidas mudanças tecnológicas e sociais deram origem a uma "explosão de informações" que criou muitos novos problemas e oportunidades de interesse especial para especialistas em documentação, e com o tempo a documentação se encontrou no centro do campo emergente da ciência da informação. Os membros e o escopo da ADI aumentaram rapidamente e, em 1968, os membros votaram para mudar o nome da organização para "Sociedade Americana de Ciência da Informação", para refletir as mudanças em seus membros e foco. Como seu jornal oficial, a American Documentation seguiu o exemplo e, começando com a primeira edição de 1970, mudou seu nome para The Journal of the American Society for Information Science (ISSN 0002-8231 (impresso)
 1097-4571 (web); ) e começou a publicar bimestralmente.
Em 1991, a frequência de publicação aumentou para 10 edições anualmente e, em 1996, a revista publicava mensalmente. Em 2000, a ASIS novamente votou para mudar seu nome, desta vez para "American Society for Information Science and Technology", a fim de reconhecer as novas mudanças de membros e interesses provocadas pelo aumento da Internet e pela integração da computação em rede. e tecnologia da informação. O nome da revista também foi posteriormente alterado em janeiro de 2001 para Journal of the American Society for Information Science and Technology (ISSN 1532-2882 (impresso)
 1532-2890 (web); ). Obteve seu nome atual em janeiro de 2014.

## Multidisciplinaridade
Um estudo de artigos publicados no Journal of the American Society for Information Science and Technology no período de 1988 a 1997 e constatou, entre outras coisas: "Os principais autores cresceram em diversidade em relação aos afiliados predominantemente aos departamentos relacionados a bibliotecas/informações para incluir aqueles do gerenciamento de sistemas de informação, tecnologia da informação, negócios e ciências humanas. Em meio a clusters heterogêneos de colaboração entre os principais autores, pares de coautores interdisciplinares fortemente conectados tornaram-se mais prevalentes. Da mesma forma, a distribuição das ocorrências das principais palavras-chave que se apoiam fortemente na ciência da informação principal mudou para outras subdisciplinas, como tecnologia da informação e ciência sócio-comportamental."

## Abstração e indexação
A revista é resumida e indexada em:
- ABI/Inform
- Academic Search
- Business ASAP
- Cambridge Scientific Abstracts databases
- Chemical Abstracts Service
- Compendex
- CompuMath Citation Index
- Computer & Information Systems Abstracts
- Current Contents/Social & Behavioral Sciences
- Current Index to Statistics
- EBSCO databases
- FRANCIS
- InfoTrac
- Inspec
- International Aerospace Abstracts & Database
- Library & Information Science Abstracts
- Library, Information Science & Technology Abstracts
- PASCAL
- ProQuest
- Science Citation Index Expanded
- Scopus
- Social Sciences Citation Index

De acordo com o Journal Citation Reports, o periódico tem um fator de impacto de 2.230 em 2013.